# JAŊDE Editorial
JAŊDE Editorial és una editorial cooperativa especialitzada en ficció i no-ficció en català nascuda entre Barcelona, Vic i Mataró amb vocació social de "generar un espai de qualitat per a la literatura" amb veus racialitzades i migrants en català. El mot "jaŋde" pertany a la llengua fula o pulaar, l’idioma dels fulanis, una ètnia present en diversos països de la zona del sud del Sahel, a l’Àfrica occidental, amb més de 40 milions de parlants en l’actualitat. Jaŋde es pot traduir al català com a "lectura" i també "ensenyança".
L'editorial fou fundada per Diana Rahmouni Audenis, filla de pare sirià i mare catalana, i Aissata M’ballo Diao, nascuda a Catalunya i filla de pares senegalesos. Totes dues veieren que les seves identitats no es veien representades en la literatura catalana, i per això decidiren crear una editorial que publiqués llibres que a elles de petites els hagués agradat llegir, orientada a literatura catalana de qualitat amb veus racialitzades i migrants. Alhora també el projecte havia de servir com un espai clau contra la invalidació de les veus racialitzades per part de l'extrema dreta i el racisme. Per això l'editorial també traduiria obres reconegudes internacionalment al català com La meva carta més llarga, de Mariama Bâ, un clàssic de la literatura africana contemporània i un relat gairebé autobiogràfic de l’autora com a dona al Senegal de la transició del colonialisme al modernisme, i No és tan radical, de Mikaela Loach, una obra antiracista i interseccional sobre el canvi climàtic i la justícia climàtica.
L'any 2024 iniciaren una campanya de micromecenatge amb Goteo, amb la qual volgueren cobrir les primeres necessitats d'iniciar la nova editorial, entre les quals:
- Encarregar un disseny professional de la imatge de les tres col·leccions Taali, Nazra, Cittàgazze, així com dels dissenys de cobertes amb il·lustracions i fotografies de professionals migrants o racialitzats per cada un dels llibres.
- Cobrir les despeses de la producció d'impremta imprimint de forma sostenible i respectuosa amb el medi ambient generant el mínim impacte mediambiental possible, desenvolupant també un pla per compensar la petjada ecològica de l'editorial.
- Oferir un avançament digne als autors i autores que publiquessin durant la primera etapa i poder encarregar correccions de qualitat.
- Invertir en comunicació i fer actes de divulgació pagant les col·laboracions que ajudessin a difondre el projecte editorial.
- Pagar les despeses inicials de gestoria.
- Suportar la despesa dels sous de les dues sòcies treballadores inicialment amb un contracte de 10 hores setmanals.

Començarien a publicar al febrer de l'any 2025 en un primer moment amb les col·leccions:
- Taali, sobre narrativa, poesia i teatre.
- Cittàgazze, col·lecció de fantasia i ciència-ficció.
- Nazra, de no-ficció.

El primer llibre que publicaren es titularia "Mares migrants", un poemari de Fàtima Saheb que homenatja les mares que abandonen els seus països d’origen a la recerca d’una vida millor per als seus fills. L'editorial Jande també seria la primera a publicar en català l'obra de Zadie Smith, aclamada escriptora anglesa.